# 輝蒼鉛鉱
輝蒼鉛鉱（きそうえんこう、Bismuthinite）は硫化鉱物の一つ。輝安鉱との中間成分をもつものに、幌別鉱という変種名がつけられている。